# 派恩托普斯 (北卡羅萊納州)
派恩托普斯（英語：Pinetops）是一個位於美國北卡羅萊納州厄齊康縣的城鎮。

## 人口
根據2020年美國人口普查的數據，派恩托普斯的面積為2.66平方千米，皆為陸地。當地共有人口1200人，而人口密度為每平方千米451人。